# Снеговые полёвки
Снеговые полёвки, или снежные полёвки (лат. Chionomys), — род грызунов из подсемейства полёвковых.
Распространены в горных системах Юго-Западной, Центральной и Юго-Восточной Европы, Юго-Западной Азии. Типичные места обитания — верхний лесной пояс (от 500 м над уровнем моря), скальные участки субальпийского и альпийского поясов гор (до 3500 м над уровнем моря). Размеры тела до 160 мм.

## Виды
В роде три вида:
- Гудаурская полёвка (Chionomys gud)
- Снеговая полёвка (Chionomys nivalis)
- Полёвка Роберта (Chionomys roberti)